# 阿里·哈桑·马吉德

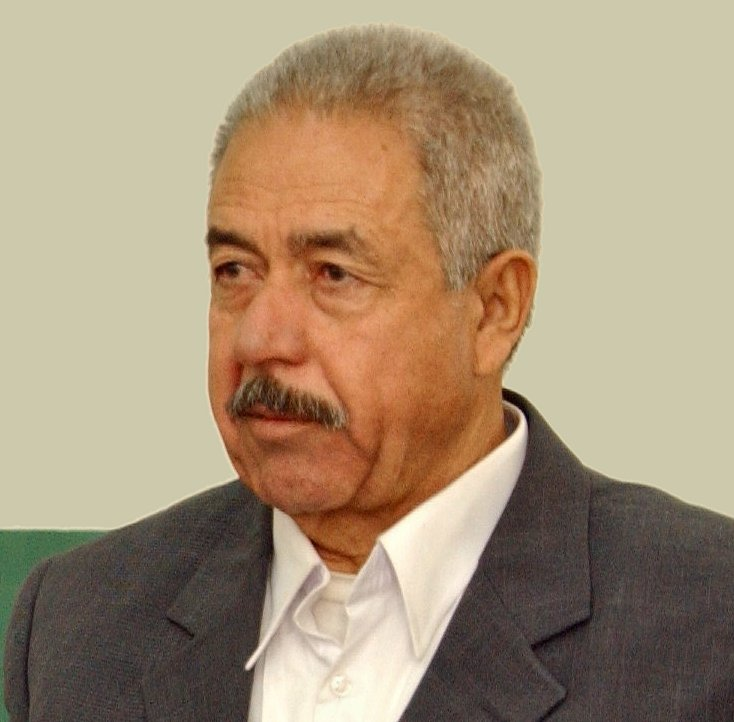
阿里·哈桑·马吉德 （2004年）
علي حسن المجيد

阿里·哈桑·马吉德（阿拉伯语：‎ ；1941年11月30日—2010年1月25日）生于提克里特，是伊拉克前总统萨达姆·侯赛因的表弟，阿拉伯复兴社会党执政时代的国防部长和军队指挥官，因酷爱使用化学武器而得绰号“化学阿里”（‎, ）。曾參與過兩伊戰爭及2003年的美伊戰爭。他因涉嫌在1988年伊拉克政府军对北方库尔德人武装发动的代号为安法尔行动的清剿行动中，多次命令军队使用化学武器并造成惨重的平民伤亡。在2003年的伊拉克戰爭中被捕，因反人類罪、戰爭罪等四次被判處死刑後，於2010年被處決。

## 个人战争经历
阿里·哈桑·马吉德的绰号“化学阿里”源于他于1986年－1988年间指挥的镇压伊拉克北部库尔德人反叛武装的“安法尔行动”中。在兩伊戰爭中，庫德愛國聯盟游擊隊在伊朗支持之下，佔據了距邊界僅十一公里的哈拉卜贾。伊拉克軍隊隨後以大砲及戰鬥機攻擊這個地區，庫德族民兵退守周圍山區，鎮內留下婦孺和其他的平民。他先后于1987年和1988年3月16日至少两次命令伊军战机和直升飞机向库尔德人聚居的城市和村庄大量投掷包括芥子气、神经毒气和沙林等国际公约禁用的化学武器，長達五個小時。此次作战共造成近18万库尔德人死亡（包括大量妇女儿童，以及在性别灭绝中秘密屠杀的库尔德年轻男子），约2000条村庄被捣毁，以及整个伊拉克北部地区大范围的彻底人口迫迁。在一盘1988年5月26日录制的录像带裡，在主持一个会议的马吉德发言说：“我要连续15天用化学武器来攻击他们！然后，我会宣布，缴枪不杀，如不缴枪，他们就会面临着更新更可怕的化学武器的攻击。”
1990年伊拉克入侵科威特后，阿里·哈桑·马吉德曾被萨达姆任命为“科威特省”省长，后兼任伊拉克革命指挥委员会南部战区总司令，驻地巴士拉。此后，他先后于1991年和1999年两次镇压伊拉克南部什叶派穆斯林的起义。其中1991年的镇压行动中他再次使用了化学武器，而1999年在巴士拉的镇压行动中有数百名什叶派穆斯林遭处决后被分别投入巴士拉周围多个乱葬坑中。

## 被捕与审判
2003年伊拉克战争中，阿里·哈桑·马吉德曾两次被宣布怀疑已经死亡，包括2003年4月5日美英聯軍砲轟阿里位於巴斯拉的豪宅別墅。但均被事实所否定。在驻伊联军发布的扑克牌通缉令中，他排在第5位（黑桃K）。他最终于2003年8月17日在位于“逊尼三角区”中心的薩邁拉被美军逮捕。
对马吉德的审判于2004年12月18日在巴格达开庭。经过两年多的取证和辩论，他于2007年6月24日被伊拉克高等法院以种族屠杀罪、反人类罪和战争罪判处绞刑，同案中有兩名從犯也被判死刑，分別是前國防部長哈希姆與前陸軍副作戰司令拉希德。
2010年1月25日被處死。

## 外部連結
- 华尔街日报关于阿里的简短介绍